# Shandongköket
Shandongköket (魯菜, lǔcài), är ett av Kinas åtta stora kök. Maten från provinsen med samma namn är själva riktmärket, men köket är idag inte bara spritt i stora delar av Kina utan också utomlands med viss variation som följd.

## Grunddrag
Shandongköket är känt för sitt breda urval av material och användning av olika tillagningsmetoder. Råvarorna är främst kött från husdjur och fåglar, fisk och skaldjur samt grönsaker. De mästerliga tillagningsmetoderna inkluderar bao (爆; snabb stekning), liu (溜; snabb stekning med majsmjöl), pa (扒; stuvning), kao (烤; rostning), zhu (煮; kokning) och användning av socker för att kristallisera frukt. Även honung används.

## Stilar
Jiaodongstilen omfattar rätter från östra Shandong: Fushan (ett distrikt i Yantai), Qingdao, Yantai och de omgivande regionerna. Det kännetecknas av skaldjursrätter med en lätt smak.
Jinanstilen består av rätter från Jinan, Dezhou, Tai'an och de omgivande regionerna. En av dess funktioner är användningen av soppa.

## Inflytande
Köket, som det är känt idag, skapades under Yuandynastin. Det har stegvis spritt sig till norra och nordöstra Kina, Peking och Tianjin, där det påverkade det kejserliga köket. Shandongköket utgörs huvudsakligen av maträtter från östra Shandong och från Jinan. Shandongköket anses vara en av de mest inflytelserika skolorna i kinesisk matlagning. De flesta av landets kulinariska stilar har utvecklats från det. Moderna kök i norra Kina (Peking, Tianjin och de nordöstra regionerna) är grenar av Shandongköket, och måltiderna i de flesta nordkinesiska hushåll lagas vanligtvis med förenklade Shandongmetoder.

## Galleri

Några välkända rätter i Shandongköket
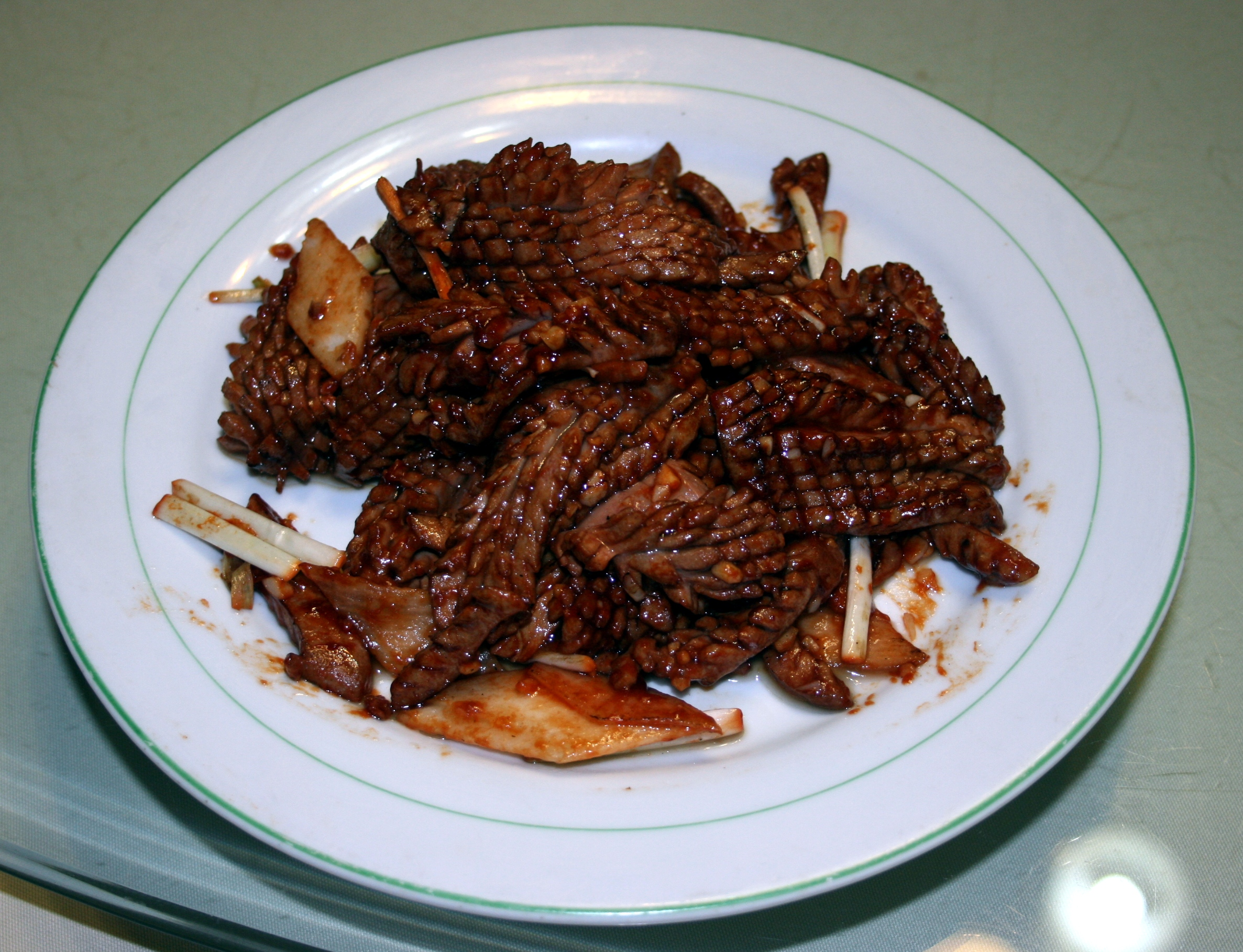
Stekt grisnjure (爆炒腰花; bàochǎoyāohuā)
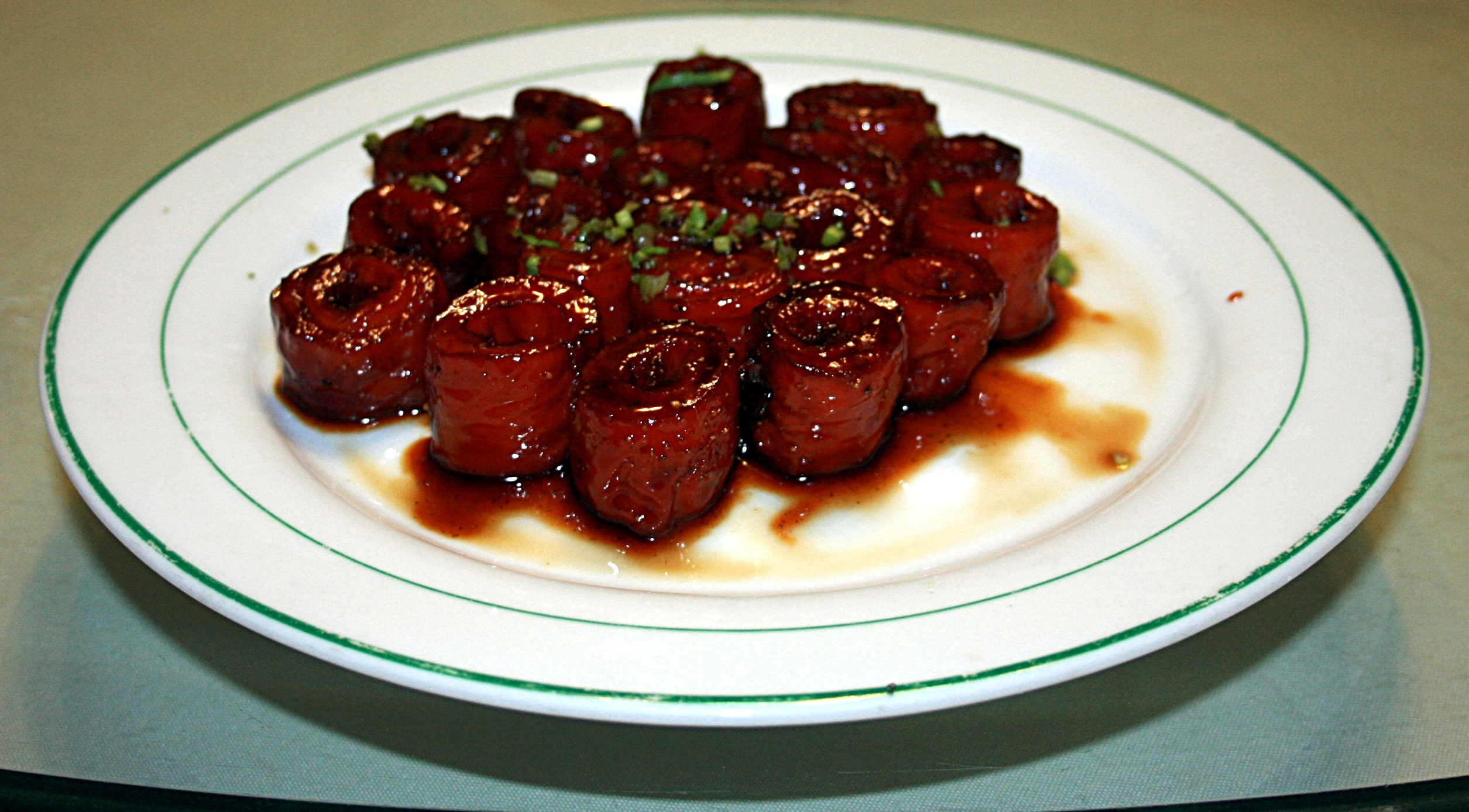
Gristarmar (九曲大肠; 九曲大腸; jiǔqū dàcháng; "Kokta gristarmar")
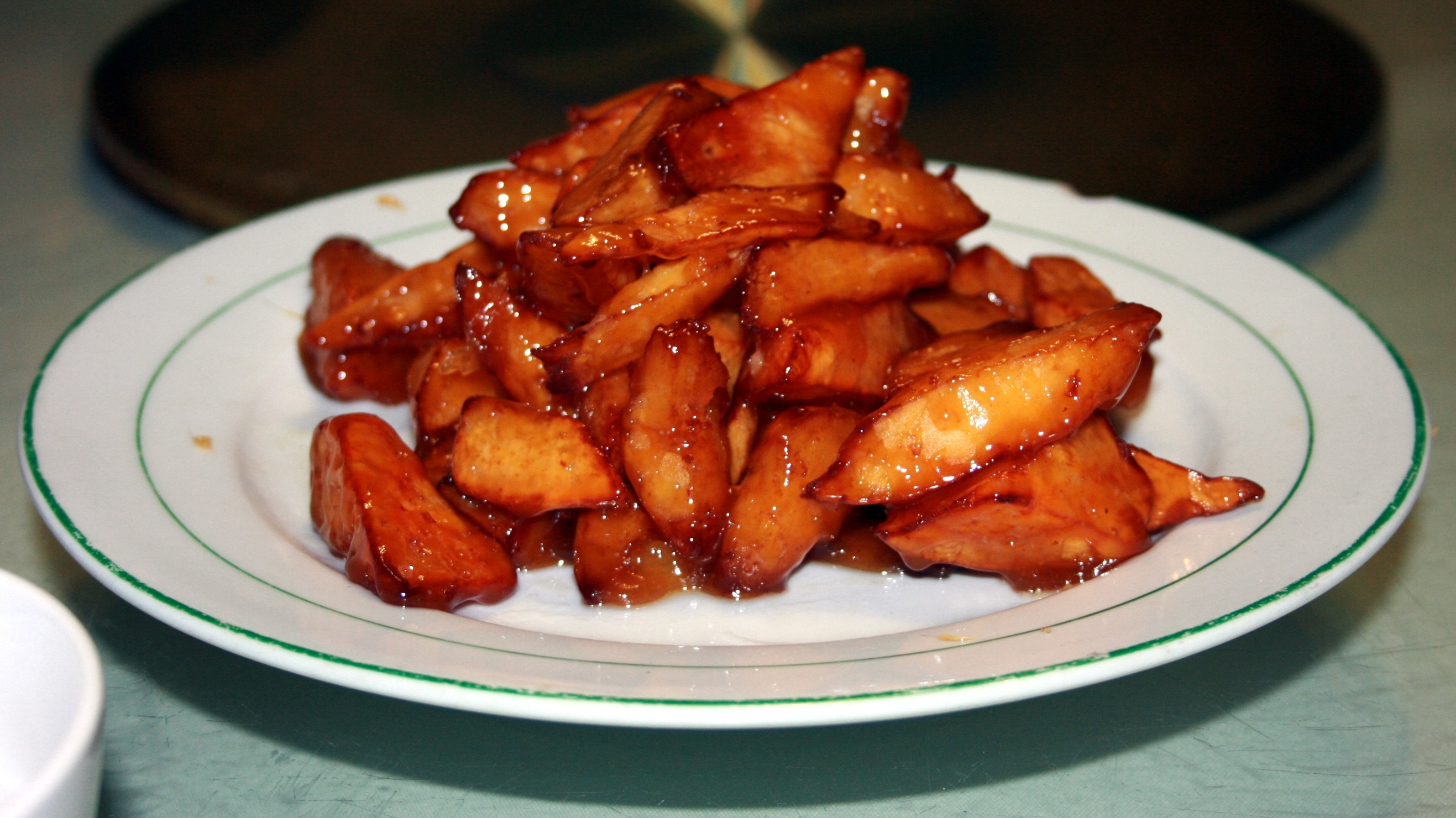
Sötpotatis med karamelliserat socker (拔丝地瓜; 拔絲地瓜; básī dìguā; "sötpotatis")
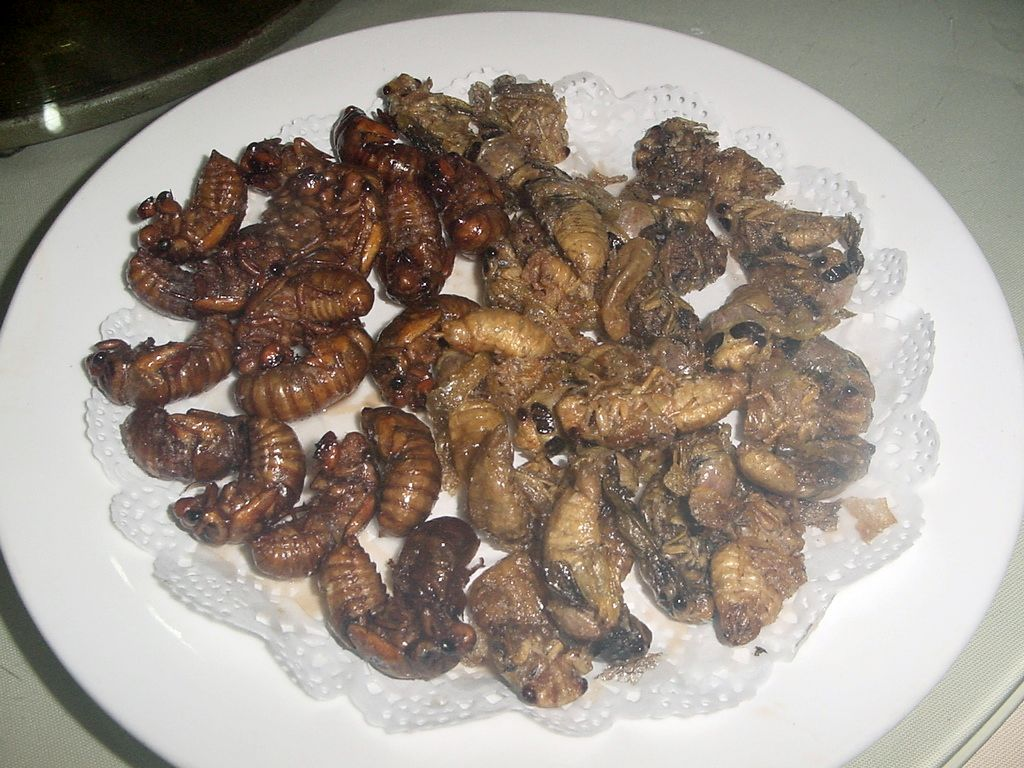
Knaperstekt gyllene cikada (炸金蝉; 炸金蟬; zhájīnchán